# Sybra densepunctata
Sybra densepunctata là một loài bọ cánh cứng trong họ Cerambycidae.